# Positronannihilatie
Positronannihilatie is de reactie tussen een elektron en een positron waarbij beide deeltjes elkaar per paar als het ware "uitwissen" (annihileren), doordat de massa van de deeltjes volledig wordt omgezet in gammastraling, een van de hoedanigheden van energie. Per elektron-positron-paar dat annihileert, komen er twee fotonen gammastraling vrij. 
Positronannihilatie wordt toegepast in materiaalkundig onderzoek met name van polymeren en bij medisch onderzoek door middel van positronemissietomografie (PET). 

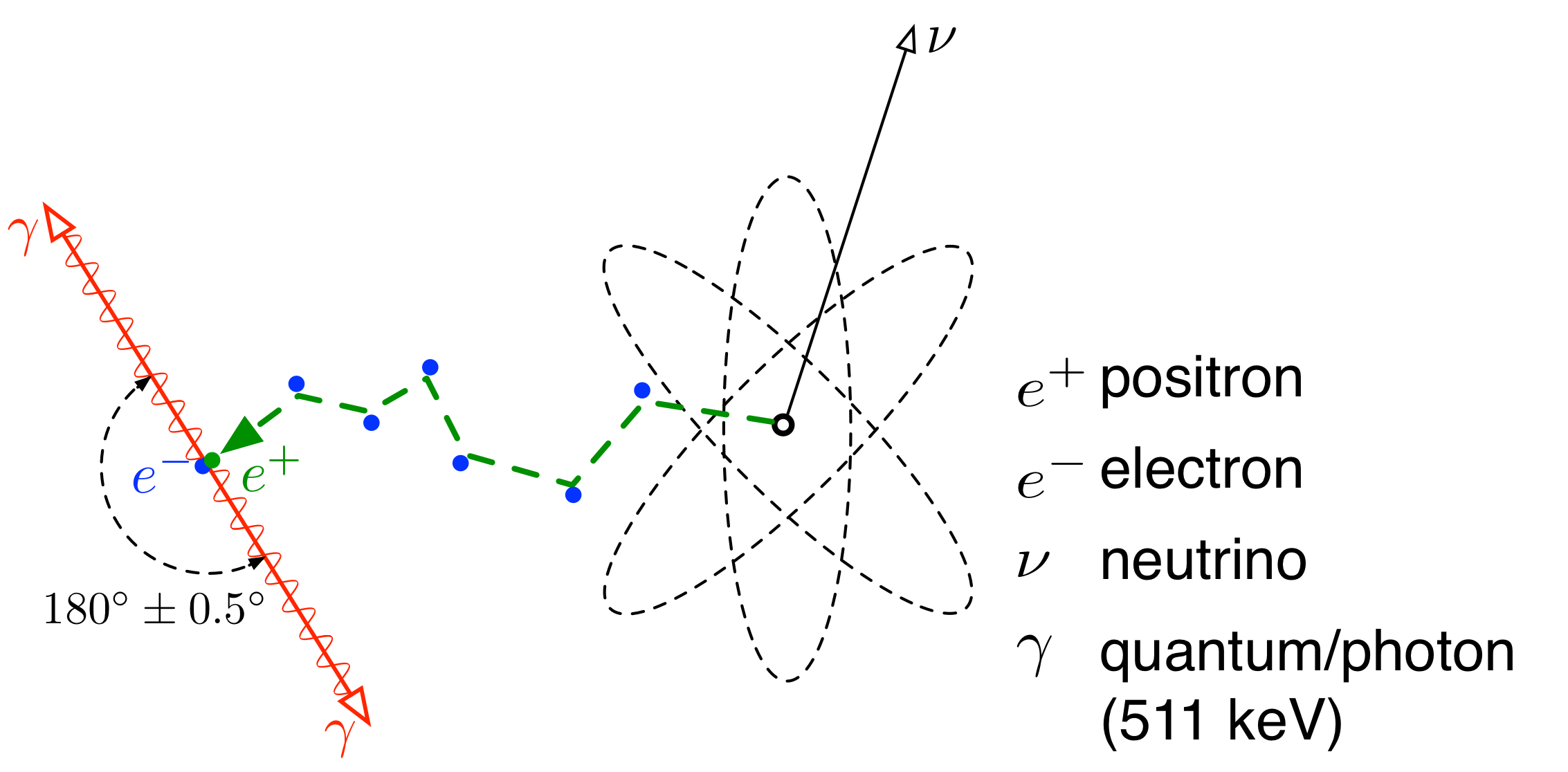
Vrijkomen van een positron en annihilatie van het positron met een elektron

De afbeelding laat zien hoe een atoomkern een positron (e+) en een neutrino (v) uitzendt. Het positron beweegt dan langs een grillige weg door de omringende materie, waarbij het tegen verscheidene elektronen (e−) botst, tot het ten slotte voldoende energie heeft verloren om met een enkel elektron te kunnen reageren. Dit annihilatieproces levert twee fotonen op, die in tegengestelde richtingen uitgestraald worden met ieder zo'n 511 keV energie. In de praktijk zullen de stralen overigens niet exact 180 graden van richting verschillen, vanwege de overgebleven energie van het positron op het moment van de botsing en de wet van behoud van impuls. 

## Positronannihilatie in materiaalkundig onderzoek
Bij materiaalkundig onderzoek wordt een monster blootgesteld aan een bron van positronen zoals natrium-22. De positronen schieten het materiaal in en nestelen er zich. Als het materiaal veel vrij volume bevat, bijvoorbeeld een polymeer met veel kruisverbindingen (crosslinks), kan een aantal van de positronen langer blijven bestaan dan wanneer zij in een gebied belanden dat dichtbevolkt met elektronen is. 
Het annihilatieproces kan gevolgd worden doordat het tot meetbare gammastraling leidt. Het tijdsverloop van het proces bevat informatie over de hoeveelheid vrij volume in het bestudeerde materiaal.

## Positronannihilatie in de vastestoffysica
In de vastestoffysica wordt positronannihilatie gebruikt om meer te weten te komen over de elektronenstructuur in een vaste stof. De positronen worden via een magnetische veld in de vaste stof geleid; de positronen worden door het magneetveld op basis van hun spin gepolariseerd. In het kristalrooster thermaliseren de positronen ten gevolge van verstrooiing aan voornamelijk de geleidingselektronen tot een energie die aanmerkelijk beneden die van de geleidingselektronen ligt. Dit is mogelijk omdat nagenoeg alle kwantummechanische positrontoestanden in een vaste stof leeg zijn. De verwachtingswaarde van de tijd nodig om te thermaliseren is veel korter dan de verwachtingswaarde voor een botsing met een elektron dat tot annihilatie leidt. Als het uiteindelijk tot annihilatie komt, worden meestal twee fotonen in ongeveer tegengestelde richting uitgezonden. Deze fotonen dragen de energie en de impuls van het elektron-positron-paar weg. Deze impuls in het fotonenpaar zorgt ervoor dat de twee fotonen niet precies in tegengestelde richting uitgezonden worden. Omdat door de thermalisatie de impuls van het positron bijna altijd verwaarloosbaar klein is, vindt de impuls van het paar vrijwel geheel zijn oorsprong in die van het elektron. Door de hoek tussen de twee fotonen te meten kan men aldus iets te weten te komen over de impuls van de elektronen. Door het eerder genoemde magneetveld om te draaien, wordt de polarisatie van de positronen omgedraaid en kan informatie verkregen worden over de impuls van de elektronen met verschillende spin, hetgeen met name voor magnetische materialen interessant is. Met behulp van algoritmes kan aldus een soort bandenstructuur bepaald worden en het zogenaamde Fermioppervlak.
Positronannihilatie is aldus een aanvulling op metingen van het De Haas-Van Alpheneffect, Comptonverstrooiing of andere technieken. Metingen van het De Haas-Van Alpheneffect zijn over het algemeen veel nauwkeuriger; positronannihilatie biedt echter als voordeel dat het in onverdunde legeringen kan worden toegepast en dat spinafhankelijk metingen gedaan kunnen worden.
Een typische positronopstelling vergt een ruimte in de orde van 10 meter. Meettijden van enkele weken per kristaloriëntatie zijn gebruikelijk.